# Rekreacija
Rekreácija pomeni dejavno preživljanje časa na način, ki osvežuje človekovo telo ali duh. Ker je življenje na bogatih območjih sveta čedalje bolj sedeče, se je potreba po rekreaciji povečala. Zgled tega so tako imenovane aktivne počitnice. Čas, ki ga imajo zaposleni na razpolago za rekreacijo, omejujejo zahteve in dogovori z delodajalcem (delovni čas) oz. zahteve samega dela.
Rekreacija, igra in zabava niso značilne samo za ljudi. Igra je nujna za razvoj sposobnosti preživetja tudi pri živalih, pri čemer so najosnovnejše motorične sposobnosti.
Čas za rekreacijo je po navadi konec tedna, morda zato, ker je za muslimane petek, za Jude sobota in za kristjane nedelja »dan počitka«. Rekreacija je pogosta tudi med počitnicami in prazniki, sicer pa lahko poteka kadar koli v prostem času.
Tradicionalno so v mnogih kulturah oblika rekreacije šport, družabne igre, glasba, ples, turizem.